# Strada europea E95
La strada europea E95  è una strada di classe A e, come si evince dal numero, è una dorsale Nord-Sud.
In particolare la E95 collega San Pietroburgo, in Russia, a Merzifon, in Turchia, con un percorso lungo 2527 km, attraverso Bielorussia e Ucraina.
Lungo l'itinerario è prevista una parte, lunga 731 km, da effettuarsi in traghetto per l'attraversamento del Mar Nero tra Ucraina e la parte asiatica della Turchia dove la strada termina.

## Percorso
Da San Pietroburgo (dove ci sono intersezioni con la E105, la E20 e la E18) la strada prosegue verso sud in direzione Pskov e sconfina in Bielorussia poco oltre Nevel'. In Bielorussia tocca le città di Vicebsk e di Homel' (intersezione con la E271), prima di raggiungere il confine ucraino. In Ucraina, la strada presenta anche la numerazione di M01 e, nei pressi di Kiev (intersezione con E40 ed E381), percorre alcuni km in condivisione con la E101. Con la numerazione di M05, la strada prosegue fino a raggiungere il porto di Odessa (intersezione con la E581). Da Odessa è previsto il trasbordo verso la città turca di Samsun, per quanto non sia chiara la presenza effettiva di compagnie che servano la tratta. Da Samsun (intersezione con la E70), il tracciato prosegue per circa 100 km verso l'interno della Turchia, per concludersi presso Merzifon.
Principali città attraversate:
- San Pietroburgo, Russia
- Luga, Russia
- Pskov
- Ostrov
- Vicebsk
- Mahilëŭ
- Homel'
- Chernihiv
- Kiev
- Bila Cerkva
- Uman
- Odessa